# Sweet Pain
Singles de Globe
Joy to the Love
(1994) Departures
(1996)
Sweet Pain (écrit en capitales : SWEET PAIN) est le troisième single de Globe.

## Présentation
Le single, écrit, composé et produit par Tetsuya Komuro, sort le 1er novembre 1995 au Japon sur le label Avex Globe de la compagnie Avex, au format mini-CD single de 8 cm de diamètre (alors la norme pour les singles dans ce pays), un mois seulement après le précédent single du groupe, Joy to the Love. Il atteint la deuxième place du classement des ventes de l'Oricon, et reste classé pendant 17 semaines. Il se vend à plus de 900 000 exemplaires, et restera le cinquième single le plus vendu du groupe.
La chanson-titre du single est utilisée comme thème musical dans une publicité pour un produit de la firme TDK ; deux versions remixées ("Extended Mix et Space Groove Mix") figurent aussi sur le single. Elle figurera dans une version remaniée sur le premier album homonyme du groupe, Globe, qui sortira cinq mois plus tard, ainsi que par la suite sur ses compilations Cruise Record de 1999, Globe Decade de 2005, Complete Best Vol.2 de 2007, et 15 Years -Best Hit Selection- de 2010. 
Elle sera aussi remixée sur ses albums de remix Global Trance 2 de 2002, Global Trance Best de 2003, House of Globe et Ragga Globe de 2011, et EDM Sessions de 2013.

## Liste des titres
Toutes les chansons sont écrites, composées et arrangées par Tetsuya Komuro, et mixées par Dave Ford.
| CD    | CD                                                            | CD                    | CD    | CD | CD | CD | CD | CD | CD |
| No    | Titre                                                         | Description           | Durée |    |    |    |    |    |    |
| ----- | ------------------------------------------------------------- | --------------------- | ----- | -- | -- | -- | -- | -- | -- |
| 1.    | Sweet Pain (Original Mix) (SWEET PAIN (ORIGINAL MIX))         | Version originale     | 5:11  |    |    |    |    |    |    |
| 2.    | Sweet Pain (Extended Mix) (SWEET PAIN (EXTENDED MIX))         | Version remixée       | 5:58  |    |    |    |    |    |    |
| 3.    | Sweet Pain (Space Groove Mix) (SWEET PAIN (SPACE GROOVE MIX)) | Version instrumentale | 7:10  |    |    |    |    |    |    |
| 18:19 |                                                               |                       |       |    |    |    |    |    |    |